# Lysinema
Lysinema is een geslacht uit de heidefamilie (Ericaceae). De soorten komen voor in West-Australië.

## Soorten
- Lysinema ciliatum R.Br.
- Lysinema conspicuum R.Br.
- Lysinema elegans Sond.
- Lysinema fimbriatum F.Muell.
- Lysinema lasianthum R.Br.
- Lysinema pentapetalum R.Br.

... · 
Acrothamnus · 
Acrotriche · 
Agapetes · 
Agarista · 
Andersonia · 
Andromeda · 
Arbutus · 
Arctostaphylos · 
Calluna · 
Cassiope · 
Chimaphila · 
Daboecia · 
Dracophyllum · 
Empetrum · 
Enkianthus · 
Erica (Dophei) · 
Kalmia · 
Leptecophylla · 
Moneses · 
Monotropa · 
Orthilia · 
(Oxycoccus (Veenbes)) · 
Pieris · 
Pyrola (Wintergroen) · 
Rhododendron (Rododendron) · 
Vaccinium (Bosbes) . 
Woollsia . 
...